# Weser Flugzeugbau
Weser Flugzeugbau GmbH, coneguda com a Weserflug, va ser una empresa de fabricació d'aeronaus alemanya.

## Història
L'empresa va ser fundada l'any 1934 com a subsidiaria de la companyia constructora de vaixells i maquinària Deutsche Schiff- und Maschinenbau AG (DESCHIMAG). Va començar producció aquell mateix any a Berlín Tempelhof, i a Bremen.
El 1935, Adolf Rohrbach esdevenia director tècnic d'una nova fàbrica de Weserflug a Lemwerder, prop de Bremen. Rohrbach va estar treballant en idees per construir un avió VTOL (Vertical TakeOff and Landing) des de 1933, i ara les podia desenvolupar. El 1938 va desenvolupar un avió VTOL designat com P1003/1 que tenia hèlices de 4 metres de diàmetre que podien canviar la seva posició entre horitzontal i vertical, i podia volar fins a 650 km/h. El Boeing V-22 Osprey de 1989 utilitzava bàsicament el mateix concepte que requereix un encaix molt complex per modificar la inclinació de les ales sense canviar la potència a les hèlices.

### Segona Guerra Mundial
Durant Segona Guerra Mundial Weserflug va tenir una altra fàbrica a Liegnitz on construïa els bombarders Ju 188 i Ju 388, un dels quals es pot veure al National Air and Space Museum a Washington DC. Potser preveient el final de la guerra, l'administració de Weserflug es va traslladar el 1944 de Berlín a Hoykenkamp, 15 km a l'oest de Bremen i es va quedar amb els edificis on havia estat la fàbrica d'helicòpters Focke-Achgelis.
En el període entre 1940 i 1945, Weserflug va construir 5.215 Junkers Ju 87 Stuka a la planta de Tempelhof on també es construïen caces Fw 190. Weserflug també va utilitzar la mà d'obra forçada amb més de la meitat de la seva plantilla. El model Junkers Ju 86 es va construir a la fàbrica de Lemwerder.

### Després de la guerra
Al final de la guerra, tota la producció d'aeronaus amb motor alemanya va quedar aturada entre 1945 i 1955. El 1948 es va designar com a administrador Horst Janson perquè es fes càrrec dels actius de Weser AG, a qui Weserflug va pertànyer.
L'any 1961, Weserflug es va unir amb Focke-Wulf i Hamburger Flugzeugbau per formar Entwicklungsring Nord (ERNO) per desenvolupar coets. Focke-Wulf i Weserflug es van fusionar formalment el 1964, esdevenint Vereinigte Flugtechnische Werke (VFW) i Janson es va retirar del seu càrrec a Weser AG el 1969.

## Aeronaus
- Weserflug We 271
- Weserflug WP 1003